# The Seeker
"The Seeker" is een nummer van het album Meaty Beaty Big and Bouncy van de Britse rockband The Who. Het nummer, dat is geschreven door songwriter-gitarist van de band Pete Townshend, kwam in 1970 op single uit.
Het lied is ook deel van de soundtrack van de videogame Grand Theft Auto IV.